# Jovana Sazdovska
Jovana Sazdovska (mazedonisch Јована Саздовска; * 27. Juni 1993 in Skopje, Republik Mazedonien) ist eine nordmazedonische Handballspielerin, die dem Kader der nordmazedonischen Nationalmannschaft angehört.

## Karriere
Jovana Sazdovska spielte ab dem Jahre 2006 bei ŽRK Metalurg. Mit Metalurg gewann sie 2010, 2011 und 2012 die mazedonische Meisterschaft sowie 2010, 2011, 2012 und 2013 den mazedonischen Pokal. 2016 schloss sie sich dem rumänischen Erstligisten CS Măgura Cisnădie an. In der Saison 2017/18 lief die Außenspielerin für den mazedonischen Verein ŽRK Vardar SCBT auf, mit dem sie die mazedonische Meisterschaft sowie den mazedonischen Pokal gewann. Weiterhin stand sie mit Vardar im Finale der EHF Champions League 2017/18. Ab dem Sommer 2018 stand sie beim deutschen Bundesligisten Thüringer HC unter Vertrag. Im Sommer 2020 wechselte sie zum rumänischen Erstligisten HC Dunărea Brăila. Drei Jahre später schloss sie sich dem Ligakonkurrenten CSM Slatina an.
Sazdovska bestritt bislang 45 Länderspiele für die nordmazedonische Nationalmannschaft.